# Forr a bor
A Forr a bor Móricz Zsigmond regénye. Két korábbi mű, az 1931-ben megjelent, szintén Forr a bor című regény, valamint az 1936-os Bál összedolgozásából jelent meg 1939-ben az Athenaeum Könyvkiadónál.A Légy jó mindhalálig folytatása.

## Bevezetés
Móricz Zsigmond célja az volt ezzel a regénnyel, hogy felderítse azon okokat, amelyek az országot gazdasági és morális válságba taszították az 1930-as években. A problémák gyökerét az iskolai nevelésben látta és egészen 1899-ig nyúlik vissza a regény cselekménye. Nyilas Misin és 19 társán keresztül elevenedik meg a néhai oktatási rendszer hatalmas őrlőmalma. A haza fejlődéstani regényének is tekinthető mű, melyben az ifjúság szellemének kiforrásáról és formálódásáról esik szó.
Érdekesség, hogy a művet eredetileg nem a Légy jó mindhalálig folytatásának, hanem önálló regénynek szánta. A Nyugatban 1930-31-ben megjelent részletekben a főszereplő neve még Zalatnay Laci. Móricz 1931-ben, mielőtt könyv formájában is megjelentette, átdolgozta a művet, a főszereplő nevét Nyilas Misire változtatta. Az 1939-ben megjelent változatba dolgozta bele három évvel korábbi, Bál című írását, amelyben már kezdettől fogva Misi a főhős. A ma Forr a bor címen ismert regény ezzel az 1939-es kiadással azonos, nem a korábbi, azonos című elődszöveggel, így a sok helyen szereplő 1931-es kiadási dátum téves.

## Történet
|  | Alább a cselekmény részletei következnek! |

A történet Kisújszálláson játszódik, ahol az újonnan, de nem véglegesen megválasztott igazgató, Isaák Géza (Nyilas Misi nagybátyja) programjait üdvözlik a város lakói. Talpraesett, határozott és jó szónok hírében állt, aki meg tudta magának nyerni az embereket. Egy új világ követe is volt egyben. Tette szimbolikus jelentőséggel bírt, a fiatalságban látta a haza új alapzatának építőköveit. A város közepén elterülő mocsarat töltette fel, s helyére fiatal fákat ültetett a diákokkal abból a célból, hogy az ifjúság lelke közelebb kerüljön a természethez.
A bonyodalmak több síkon is kibontakoztak a regény történetében: egyfelől az igazgatóválasztás keltett nézetellentéteket a tanári karon belül. Másfelől a diákok neveletlensége, csínytevési kényszere, vagyis október 6-i megemlékezésük borzolta fel a kedélyeket, amit a tantestület sem nézhetett tétlenül. A „bűnösök” felderítéséhez egy 3 tagú bizottságot, a „nagy Inkvizíciót” állították fel a görög-, történelem-, vallástanár személyében. S utolsó sorban a regény azon nevelési problémákról is szól, amelyek szervesen hozzájárultak a fiatalság torz normáinak, értékeinek kialakításához, s meghunyászkodó magatartásukhoz.

### Az iskola
Az okok feltárásához elsőként az iskola világát kell megismerni: Milyen volt az épület és a hozzá tartozó kollégium? Hogyan érezték ott magukat a diákok? A főgimnázium kulcsfontosságú helyszíne a regénynek. Épülete toronyként emelkedett ki a pici parasztházak közül jelezve, hogy ott a Tudomány és a Törvény uralkodik. „Egy új világ hirdetője volt ez az iskola. (…) Olyan hatalmas lett, mint a törvényszék.” Az iskola nem bírt önálló döntéshozatallal. A minisztérium határozta meg a tantestület összetételét. Ennek értelmében az idős professzorokat nyugdíjba küldték, s csupa nőtlen fiatal tanárt jelöltek ki a helyükre. Sem az egyháztanács, sem a város nem vétózta meg a határozatot, ugyanis önös érdekük nem engedte ezt (a pedagógusok potenciális férjjelöltekké váltak a város tehetősebb eladó leányai számára). Következmény: a tapasztalt és nagy szaktudású tanárok nem tudtak a friss oklevéllel, ám gyakorlattal nem rendelkező tanártársaikon segíteni. Számos szülő álma az volt, hogy gyermeke hivatalban dolgozzon, kiemelkedjen a szegénysorból, s ehhez a továbbtanuláson keresztül vezetett az út. A kor vezéreszménye: „Úrrá lenni”.

### Az osztály
A főgimnáziumi élet egy 20 fős osztályon keresztül mutatja be az író. Itt tanul Nyilas Misi is, aki az önmegvalósítással küzd. Elszalasztott alkalmait, ki nem mondott gondolatait egy pályázatra írt római dráma (Sertorius, a nagy rabszolgavezér) köntösébe bújtatja bele. Móricz az egyes karakterek (filozófus, stréber, link, magoló, szerény, nagyszájú diák) révén a magyar társadalmat meghatározó csoportok kapcsolatát, érdekrendszerét, ellentéteit festi meg (gazdag kereskedő fia - szegény paraszt fia, gazdag zsidó értelmiségi család fia - nincstelen zsidó család fia, értelmiségi család fia -fizikai munkát végző család fia). Ezek a hősök magukban hordozzák teljes sorsukat, végzetüket, s egy hosszú történés-sorozat végső stádiumát mutatják be.
Az író rámutat arra, hogy a presztízs kapukat nyit meg, s egyenlőtlen versenyhelyzetet teremt az oktatás világában. A szülők anyagi helyzete az osztályon belüli hierarchiában is megmutatkozott. A fiúk egy része felnézett és elfogadta azon társaik véleményét, akik vezető pozícióra tettek szert a közösségben.

### Bonyodalom
Így kerülhetett sor az október 6-i esetre is. Péterynek, az osztály hangjának köszönthetően, a fiúk óra helyett a Paradicsomba mentek (a Népkertet nevezték így), ahol a régi honvédemléknél verset mondtak, énekeltek, s végül hazafias szólamokkal zárták a megemlékezést. Majd focizással töltötték el az időt. Hazafias érzésűnek aligha volt mondható tettük, inkább csak nem akartak iskolába menni, felelni aznap, s véletlenül jó alibinek bizonyult a nemzeti ünnep. Hasonló diákcsíny volt, mint a többi.
Nyilas Misi nem tartott a többiekkel. Az igazgató unokaöccseként félt, ha a rendszegésben vesz részt, akkor szégyent hoz a nagybátyjára; ugyanakkor eszébe jutott, hogy a nagyapja honvéd volt, s erre visszaemlékezve nagyon restellte cselekedetét. Hiányosságát pótolván, otthon, titokban egy beszédet írt, melyben összefoglalta az ifjúság feladatait a hazával szemben.
Az ország új jövőjét rajzolta meg, amelynek szebbnek, öntudatosabbnak és megszervezettebbnek kell lennie. Misit a bűntudat kerítette hatalmába: „Hogy legyen megszervezve az ország, mikor, ő, aki ezeket akarja tanítani, gyáván elbújt, és csak itt a néma és üres házban írja a frázisait?” Árulónak érezte magát.
Koós, a görög tanár, aki szintén az igazgatói babérokra tört, felhasználta az osztály tettét, és arra hivatkozva, hogy az iskolai fegyelem meglazult, alkalmatlannak bélyegezte Isaákot. Példás büntetést készült kiróni a részvevőkre, s kezdeményezésére felállítottak egy vizsgálóbizottságot. Koós minden alkalmat megragadott arra, hogy befeketítse Isaákot, ellene fordítsa a tanári kart. Etikátlan tettei a tantestület egységességét veszélyeztette. Személyes tulajdonságai (hatalomvágy, szatirikus, másokat megszégyenítő magatartás) ütköztek azon elvárásokkal, amelyek egy tanárral szemben felállítható. Ezzel szemben Isaák Géza karaktere mindezen sallangoktól mentes volt.
A kihallgatásra az osztály minden tagjának meg kellett jelennie, kivéve Nyilas Misinek. Arra hivatkozott a bizottság, ha ő nem volt benne, nem mondható el, hogy az osztályon tömeghisztéria tört ki. Az oktatók véleménye szerint ez az incidens egy megszervezett támadás volt az iskolai fegyelem ellen, s a hazafiságot csak ürügyként használták fel. Várakozással telt órák következtek, amely az osztály hangulatát a kétségbeesésig fokozták. Nemhiába, ez a legeredményesebb fegyver minden hatalom, így a tanárok kezében is.
Arra próbálták rávenni a hallgatókat, hogy valljanak osztálytársuk ellen. Eszközül a megfélemlítést, élcelődést, s a megalázást használták (pl. „Hát nem lett volna jobb, ha otthon marad, és hajtja a lovat, meg őrzi a birkát.”). Végül nem Péteryt tanácsolták el az iskolából, hanem Gondos Márk, a szegény zsidó fiú kapott consilium abeundi-t. A bizottság meggyőződéssel volt aziránt, hogy zsidó diák volt a felbujtó. Hozzáállásuk hátterében az az általános vélekedés állt, hogy a zsidók az okai mindennek. Mindhárom tanító legnagyobb hibája az előítéletességükben gyökerezett. A kihallgatás-jelenetnél Móricz a karakterek problémamegoldó képességére fektette a hangsúlyt. Arra, hogy az akkori fiatalság miképpen tudta magát megvédeni a hatalommal szemben. Az eset tanulsága szerint csak úgy, ha félelemmel és alázattal álltak az ítélők előtt. „Kell az, hogy megtanulja, hogy neki semmi akarata, semmi joga, semmi szabadsága nincs. Hogy lehetne másképp abba a nagy igába beletörni őket, ami rájuk vár az életben. Hogy lehetne egyetlen parancsszóval tíz, tizenöt év múlva valamennyijüket berendelni egy szörnyűséges forgatagba, ahol megszűnik minden egyéniség, minden akarat, minden emberi érdek, csak egyetlen parancsszó küldi őket a vérbe és a vasba. Itt kell kezdeni a preparálást, ebben a korban.”
A fiúk az iskola szorító hatása alól a „Fertő”-be menekültek, ott nem regulázták őket, s minden konvenciótól mentesen tudták egymással megosztani gondolataikat.

### A kollégium
A regényben a kollégium neve "Fertő". A századforduló diákotthonainak állapotát Móricz így jellemezte: „Valami végtelen sivárság s szomorúság volt ebben a kamarában. Szegénység és elhagyatottság, elhanyagoltság. Innen kellett kinőni annak a generációnak, amelyik a jövő század első harmadában az országot kiemelje a nehéz sorsból. Most visszagondolva rá, nem is lehetett más ebből a világból, csak ami lett. Gazdasági válság, világháború, forradalom, a középosztály tehetetlensége, és a közállapotok megromlása. Ez a diáklakás szimbóluma volt annak az elhanyagoltságnak, amiben a századot végezte a magyar intelligencia, s ahonnan kinőtt az új század. Minden vidéki gimnázium hasonló lakásviszonyok közt nevelte az ifjúságot. Az ifjúság saját kedélyében találta meg az élet derűjét és örömeit, mert környezete annyira züllött és keserves volt, hogy abban semmi szép és semmi felemelő nem volt.”

### Tanárok
- Koós, a görögtanárt, szarkasztikus modora miatt nem kedvelték a diákok. Nem szerette, ha a hallgatók hibáztak, nem magyarázta el újra az anyagot, hanem élcelődött rajtuk. Túlságosan szókimondó volt. Többször megsértette méltóságukban hallgatóságát, nem tekintette partnernek őket. Zsarnokoskodott a „tudatlanok” felett. Egyik órai monológjában a következő véleménnyel volt az osztályról: „Hivataltölteléknek készülnek? Na, jól néz ki az ország, ha maguk lesznek a vezetői. (...) Pöffeszkedni fognak az állásokban. Tudatlanul.”
- Csapodi a vallás és az erkölcsoktató volt. Elfogultan tanított. Minden vallás elé a kereszténységet helyezte, s a szenteket úgy mutatta be, mintha félistenek lettek volna emberi hibák nélkül. Saját gondolatait nem osztotta meg a diákokkal és szigorúan maradt a tantervi anyagnál. Mondatai mintaképei voltak a szürkeségnek (gyorsan, monotonon beszélt). Magánéletét mindenki ismerte, ami némiképp beárnyékolta tanári pályáját (elnézte, hogy felesége félrelép), s részben ennek köszönhetően a diákok nem tisztelték őt. Távolságtartó volt, aki nem akarta közelebbről megismerni növendékeit. Vallásnélküliségben nőttek fel a diákok: 8 év alatt senki sem tudott rájönni, mit ért Csapodi „Isten” alatt, és mik azok a jócselekedetek, amelyeket az erkölcs parancsol. Nem tudta aktualizálni vallást, s ezért nem kerülhetett közel a fiatalság életéhez sem.
- Kasznár, a földrajztanár, alkoholproblémái miatt nem egyszer illuminált állapotban tartotta óráit. A hátterében családi problémái álltak. Ennek ellenére felvilágosult, racionalista gondolkozásúnak ismerhettük meg. Kasznár a vallástanárral szemben a következő felfogást képviselte az iskolában: „Olyan úrnak nem tud szolgálni, aki nincs.. Ez van-mondta, s rámutatott a csontvázra. De ki tudja megmutatni az Isten csontvázát, vérkeringését, agyműködését? ...vagy szükségszerűségét?” A földrajztanár az a pedagóguskarakter volt, aki a magánéleti problémáit nem tudta az iskola falain kívül hagyni, s ez egyben negatívan befolyásolta teljesítményét is.
- Fieber a németet tanította a diákoknak úgy, hogy saját maga nem rendelkezett nyelvvizsgával. Emiatt dolgozott még mindig segédtanári minősítésben. Folyamatosan félrelépett annak ellenére, hogy családja is volt. A diákok olyan személyiségnek tartották, aki megfelelő tudás hiányában oktatta őket. Ebből kifolyólag nem is vették komolyan őt.
- Borsy tanár úr véleményét a nőkről a következőképpen lehetne összefoglalni: a nő egy alacsonyabb rendű lény, akin nem lehet segíteni. Nem helyeselte, hogy a lányokat is fel akarnak venni a gimnáziumba. Véleménye szerint elvennék a fiúktól az állásokat, mert olcsóbban vállalnának munkát. Borsy azt a véleményt képviselte, hogy a nőnek a konyhában van a helye, nem az iskolapadban. Ez az álláspont az akkori női társadalommal szembeni attitűdöt képviselte.
- Babarczy, az osztályfőnök volt, az a személy, akit a legjobban kedveltek. Jóságos embernek ismerték, aki sosem adott elégtelent a felelőnek, sőt, ő felelt a diákok helyett. Babarczy hibája abban rejlett, hogy jószívűsége miatt elnézte a diákok felkészülésének hiányosságát, így nem szoktatta őket a rendre, a pontosságra.

A bemutatott pedagóguskaraktereken keresztül nem idealizált típusokat, követendő példákat jelenített meg Móricz, hanem azon nevelési hibákkal ruházta fel őket, amelyek jellemzőek voltak az adott oktatási rendszerben.
|  | Itt a vége a cselekmény részletezésének! |